# Slanke noordhoren
De slanke noordhoren (Colus gracilis) is een slakkensoort uit de familie van de Buccinidae. De wetenschappelijke naam van de soort werd in 1778 voor het eerst geldig gepubliceerd door Emanuel Mendez da Costa.

## Beschrijving
Het huisje van de slanke noordhoren is tot 9 cm groot. De kleur is vuilwit tot crème, met een bruingele, schilferige opperhuid (operculum). De windingen van de protoconch zijn iets breder dan de daaropvolgende windingen, waardoor een knopvormige top ontstaat. De mondopening is langwerpig ovaal, uitlopend in lang, gebogen sifokanaal. De crème-witte slak zelf is heeft een smalle, gebogen sifo die vaak wat roodachtig is.

## Verspreiding
De slanke noordhoren leeft op zand- tot modderbodems, tussen 50 en 1500 meter, van Noord-Noorwegen tot Portugal. Een soort die vaak per ongeluk wordt bevist door fuikvissers uit het Kanaal en de Golf van Biskaje, zoals die uit de haven van Conquet in Bretagne.